# Ack saliga dag, som i hoppet vi bidar
Ack saliga dag, som i hoppet vi bidar är en psalm som Natanael Beskow skrev 1887 vid 22 års ålder. Den har 4 verser, av vilka alla utom den första börjar med orden "Han kommer, han kommer, den dag som vi bida(r)". Psalmen togs in i 1937 års psalmbok med uteslutande av andra versen, en vers som sedan 1986 är tillbaka i psalmboken.
Melodin i h-moll (ursprungligen c-moll) av Waldemar Rudin komponerades 1888.

## Publicerad i
- Hemlandssånger som nummer 206 under rubriken "Kyrkan. Missionen."
- Nya Pilgrimssånger 1892 nr 561 under rubriken "Werksamhet och mission."
- Nya psalmer 1921 som nr 534 under rubriken "Kyrkan och nådemedlen: Kyrkans och hennes uppgift".
- Svensk söndagsskolsångbok 1929 som nr 193 under rubriken "Missionssånger".
- Sionstoner 1935 som nr 694 under rubriken "Kristi återkomst".
- 1937 års psalmbok som nr 593 under rubriken "Uppståndelsen, domen och det eviga livet".
- Frälsningsarméns sångbok 1968 som nr 522 under rubriken "Evighetshoppet".
- 1986 års psalmbok som nr 314 under rubriken "Kristi återkomst".
- Finlandssvenska psalmboken 1986 som nr 140 under rubriken "Kyrkoårets slut".
- Cecilia 2013 som nr 511 under rubriken "Kristi återkomst".